# 漁業協同組合 (世界)

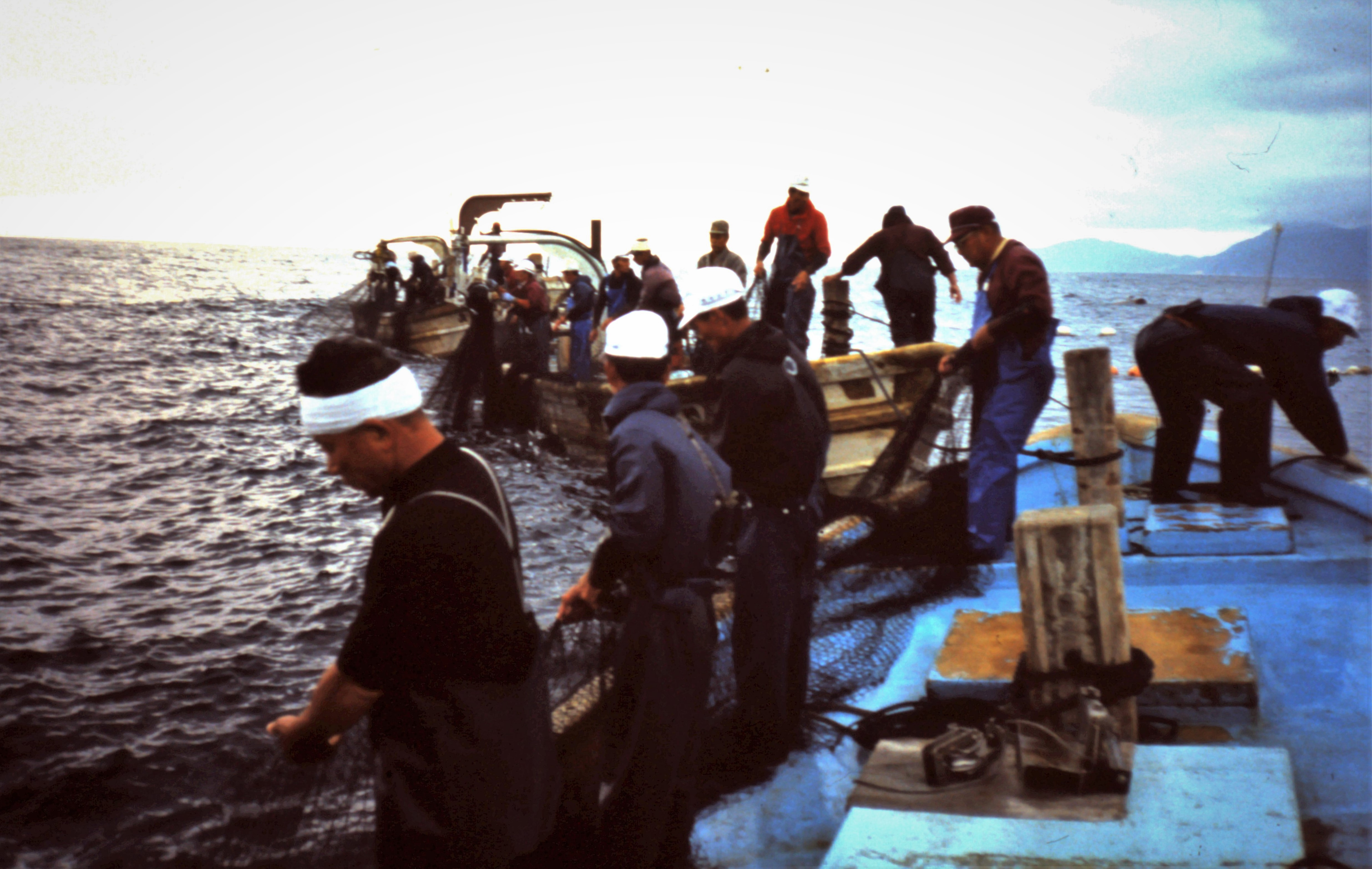
漁協組合員が毎日二回魚網を日本海から引き揚げる（福井県で）

漁業協同組合（ぎょぎょうきょうどうくみあい、英語: Fishery cooperative）または漁協とは、世界の様々な国で漁業に関して特定の活動分野で漁業従事者が資源をプールする協同組合である。

## 類型
漁業協同組合には、個々の漁師が捕った海産物を販売に関して資源をプールする「販売型協同組合」と、魚類の卵を育てて放流したり、養魚場を共有したり、ノリ採集場を経営したりしする「供給型協同組合」までを行うものがある。

## 各国の漁協

### アメリカ合衆国
アメリカ合衆国では、1936年の漁業協同組合販売法（Fishermen's Collective Marketing Act of 1934、名称にかかわらず水揚げ・販売・値付けを行なう）が始まってから、多くの漁業協同組合ができている 。

### イギリス
英国のスコットランドは豊かな漁場に囲まれており、スコティッシュ・シーズ（Scottish Seas）と呼ばれる販売型の漁業協同組合があり、米国商務省海洋漁業局（日本の水産庁に相当）あるいは国際的な海洋管理協議会が規定する規格に合った海産物（コダラ、シロイトダラ、タラなど）をヨーロッパ・アメリカへ輸出している。
イングランドでは零細漁民を対象とした「キャチボックス」（Catchbox）という漁業協同組合への試みが、2014年行われた。

### インド
インドの漁民は社会的に貧しい人たちが多く、各地に14,620の漁業協同組合があり、その頂点に1980年で別名で始まった「全国漁業協同組合連合」（National Federation of Fishermens Cooperatives、略称：FISHCOPFED）がある。。

### 日本

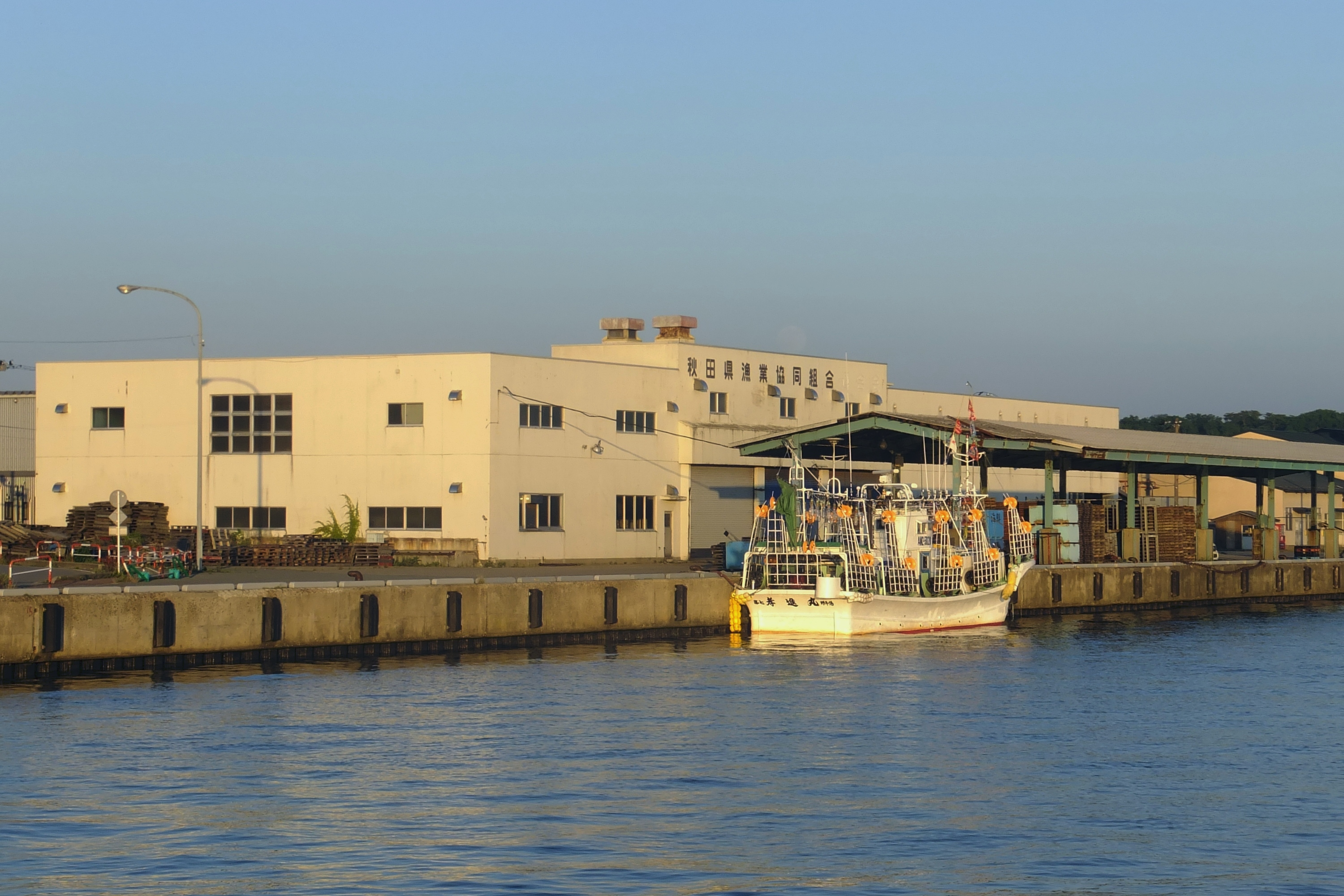
秋田港にある秋田県漁業組合本部

四方を海に囲まれて漁業が盛んな日本では、現在の日本の漁業協同組合は1948年成立の「水産業協同組合法」から始まっている。

### ノルウェー
ノルウェーでは、1926/1928年に始まった２つの漁業協会からノルゲス・シルデサルグルラク（Norges Sildesalgslag＝ニシン販売協会）と呼ばれる、全国で6つある沖合魚類協同組合が1936年に組織されて、そこを通して海産物が販売されている。

### 南アフリカ
南アフリカでは2018年から、国を挙げて小規模漁業者用の協同組合の法整備と実際の設立への援助を始めた。

### ロシア
ロシアでは、ソビエト連邦時代に集団的コルホーズを経験して、その名称は農業方面ではほぼ放棄されたが、漁業方面ではカムチャツカ地方の1929年に創立の「レーニン漁業コルホーズ」が、2019年には90周年を迎える祝賀を盛大に行なったように、健在である。

## 国際的な動き
国連関係団体の国際労働機関（ILO）は「共同組合推進・高揚委員会」（Copac）を作り、2015年9月には各国向けに持続的な産物を目指した「共同組合2030」（Ｃooperative 2030）を出しており、日本の産直の運き、北海道野付漁協、沖縄県恩納村漁協などを例に挙げている。

## 参照項目
- 日本の漁業協同組合
- 日本の農業協同組合
- 世界の農業協同組合